# St. Simon und Judas (Altengesees)

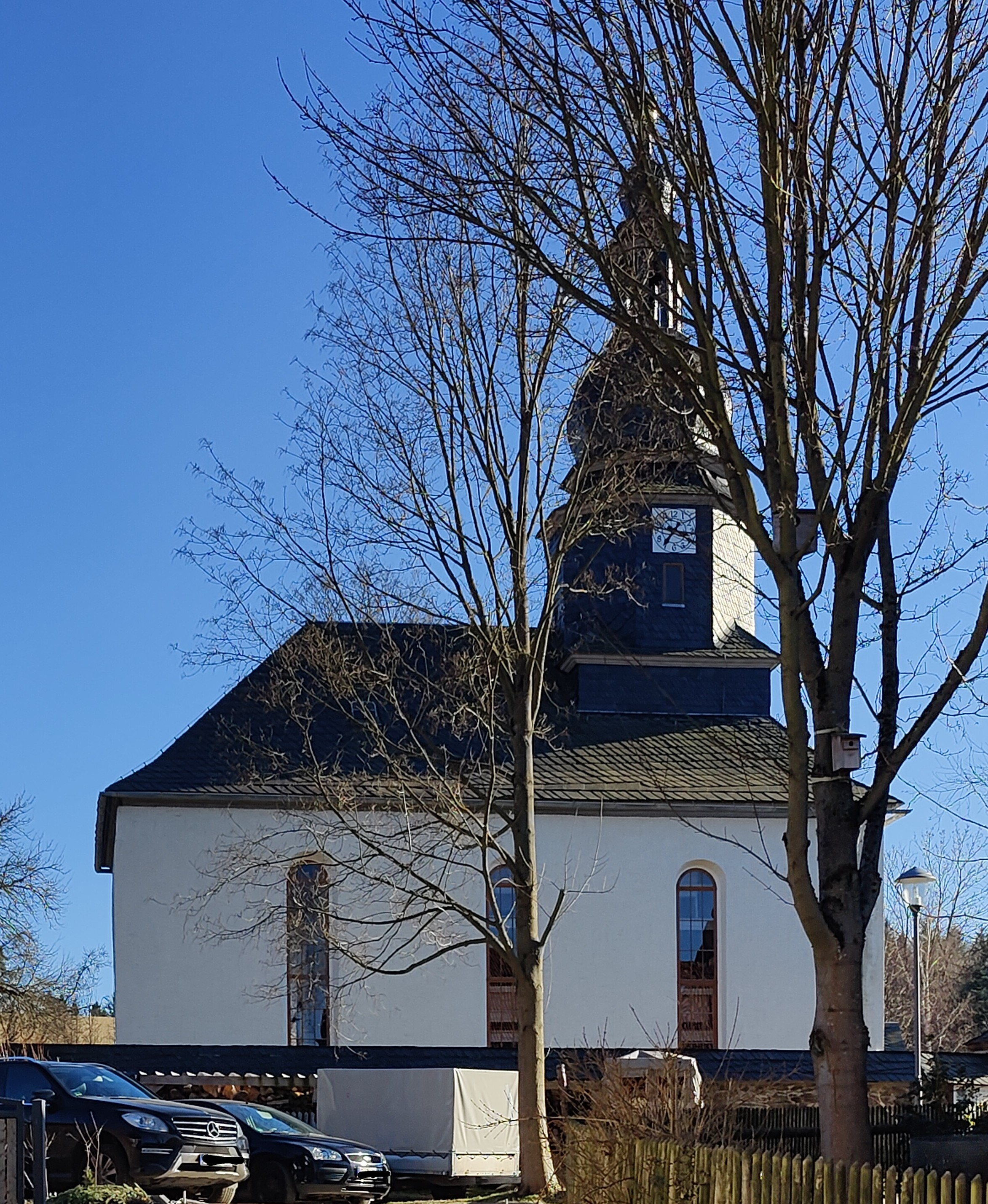
Dorfkirche St. Simon und Judas

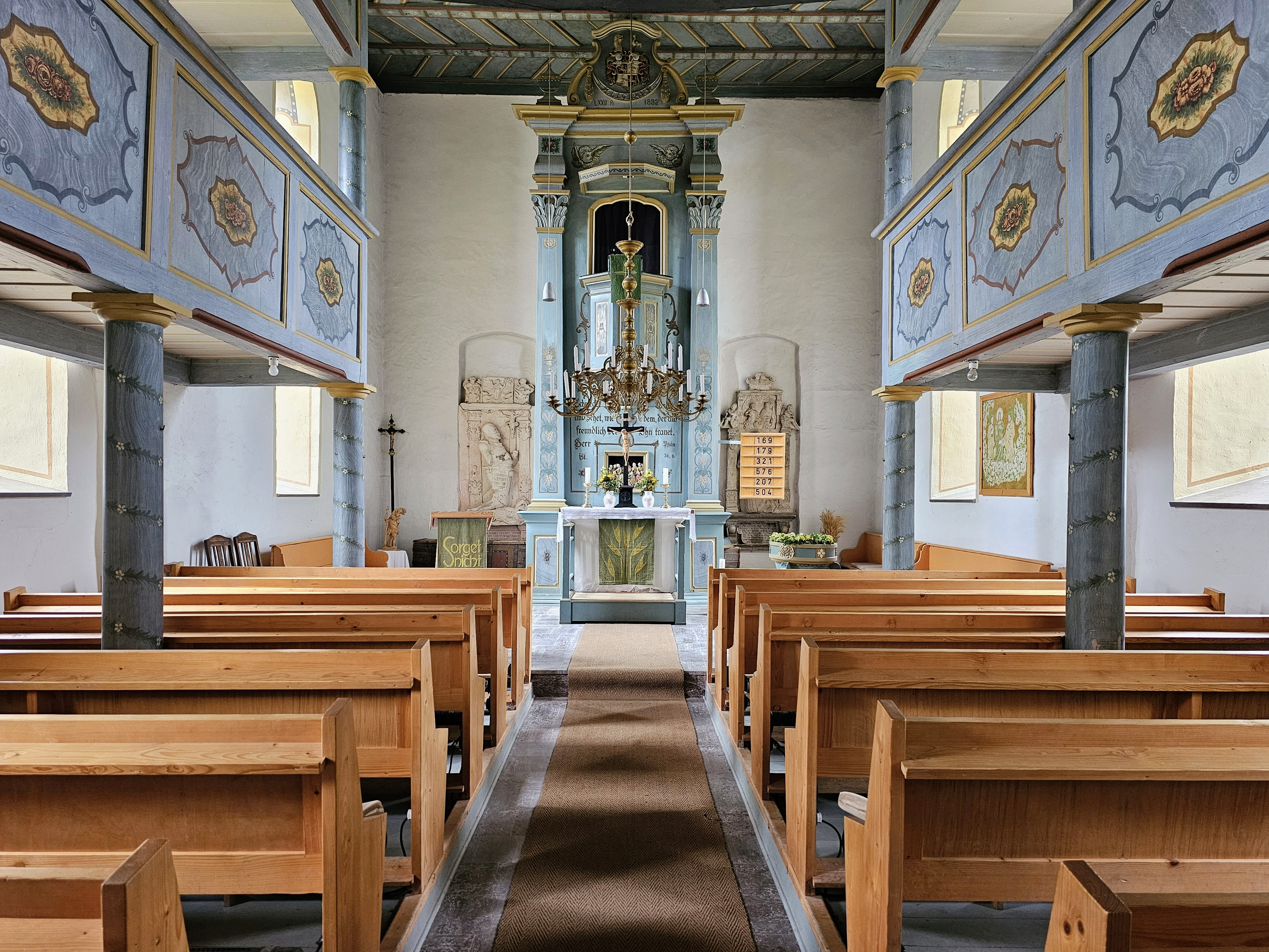
Innenraum (2022)

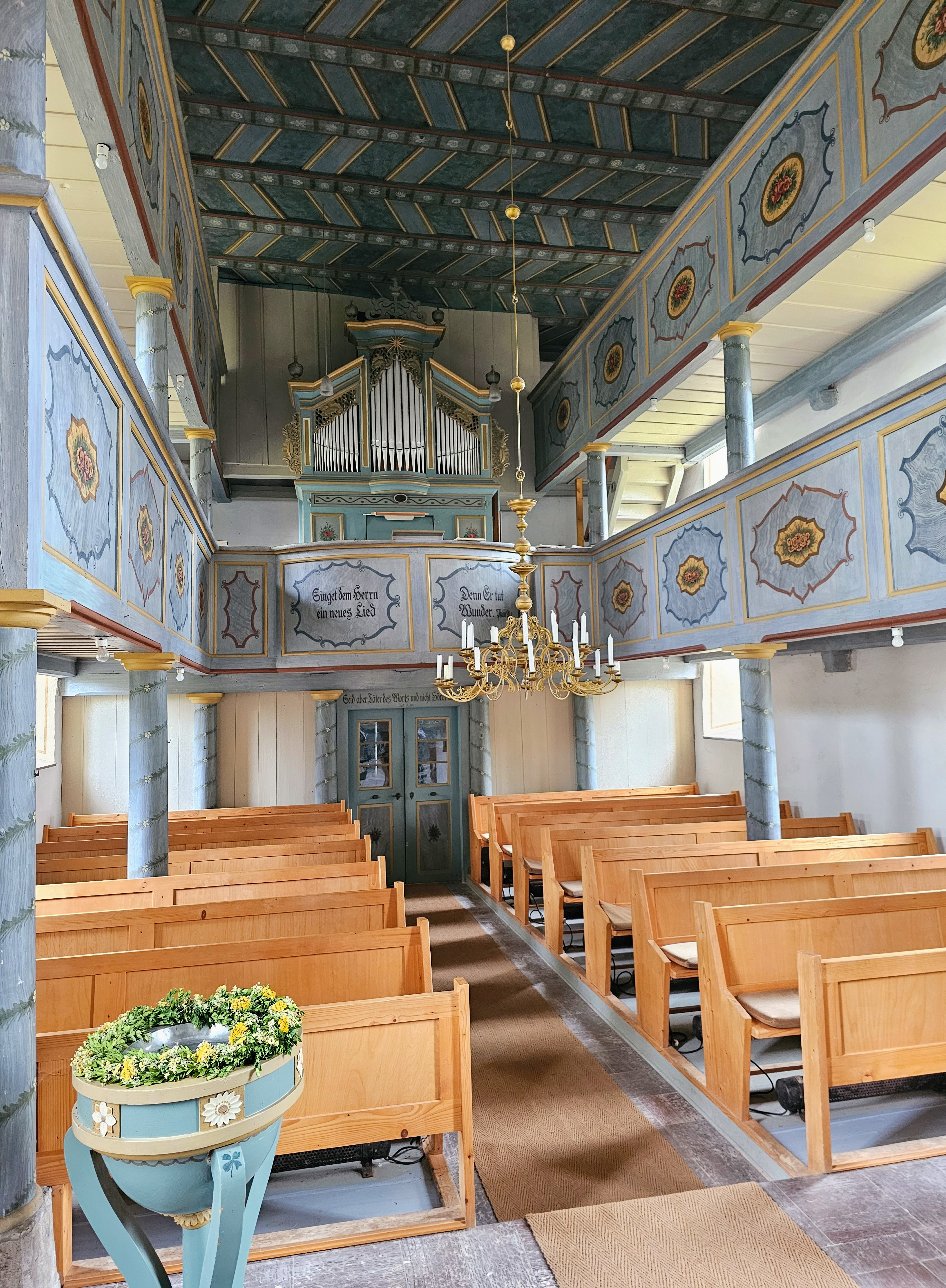
Blick zur Orgel

Die evangelisch-lutherische Kirche St. Simon und Judas in Altengesees, einem Ortsteil der Gemeinde Remptendorf im Saale-Orla-Kreis inmitten des Thüringer Schiefergebirges steht unter Denkmalschutz. Die Kirchengemeinde gehört zum Pfarrbereich Gahma-Weisbach im Kirchenkreis Schleiz.
Altengesees, Stammsitz des Geschlechts derer von Watzdorf, wurde 1571 erstmals urkundlich erwähnt. Bereits im Jahr 1300 soll hier eine den Aposteln Simon Petrus und Judas Thaddäus gewidmete Kapelle gestanden haben.
1782 wurde eine rechteckige dreiachsige Saalkirche neu gebaut bzw. durch Umbau der alten Kapelle errichtet, die der heiligen Margarethe gewidmet wurde. Sie ist mit einem verschieferten Walmdach bedeckt, das einen Dachreiter trägt, der über einen achtseitigen Aufsatz mit einer Haube und einer Laterne bekrönt ist. Der Innenraum mit Flachdecke und zweigeschossigen Emporen wurde 1832 ornamental ausgemalt.
Die Orgel mit 8 Registern, verteilt auf ein Manual und Pedal schuf 1788 Christian August Gerhard.